# 銭稲孫
銭稲孫（せん とうそん、1887年12月5日 - 1966年）は、中国の教育者、翻訳家。『万葉集』をはじめ、日本文学の多くの作品を翻訳したが、第二次世界大戦後に文化漢奸として投獄された。

## 生涯
銭稲孫は浙江省呉興（現在の湖州市）に生まれた。銭家は学者の家柄であり、言語学者として有名な銭玄同は叔父にあたる。父の銭恂は外交官だった。銭稲孫の母の単士厘も『癸卯旅行記』 などの著作がある。
父の銭恂は日本留学生の監督に任命され、1896年に日本に渡った。銭稲孫も母につれられて1900年に日本に渡り、慶應義塾幼稚舎に入学、その後東京高等師範学校附属中学校（現筑波大学附属中学校・高等学校）にまで進んだが、1907年に父がオランダ公使に任命されたため、銭稲孫もそれについてオランダ、ついでイタリアで大学教育を受けた。
1910年に一家は中国に戻った。銭稲孫は湖州で英語を教えていたが、辛亥革命がおきると、中華民国教育部で周樹人（のちの魯迅）や許寿裳とともに働いた。このときに中華民国の国章の制定や注音符号の制定に関与している。同時に女子師範大学で教え、京師図書館分館の主任も兼務していた。
1921年にはダンテ『神曲』地獄篇の冒頭部分を『楚辞』の形式で翻訳した「神曲一臠」を『小説月報』に発表した。
1927年以降は清華大学外文系の講師として日本語を教えた。この時期以降たびたび日本を訪問し、また中国を訪問する日本人を迎えた。目加田誠によると、銭稲孫の日本語は日本人としか思えなかったという。とくに岩波茂雄とは親交を結んだ。銭稲孫は子を次々に日本へ留学させ、うち長男の銭端仁は岩波茂雄の妻の姪と結婚した。
日中戦争以降、北京近代科学図書館の発行する紀要・月報上に日本文学の中国語訳を発表した。図書館の運営を行っていた山室三良の依頼を受けて『万葉集』から宮沢賢治「雨ニモマケズ」まで、さまざまな詩を翻訳し、それが『日本詩歌選』として1941年に日本の文求堂から出版された。原文と訳文の対訳になっており、周作人と山室三良の跋文がある。
1938年に日本の傀儡政権の作った新民学院の講師となり、1939年には「北京大学」（いわゆる偽北京大学）の秘書長に就任した。校長の湯爾和が没した後の1940年4月には校長に就任した。大東亜文学者大会の第1回・第3回大会にも参加しており、第3回では議長をつとめた。
戦後の1946年に周作人らとともに文化漢奸として有罪になり、懲役10年、公民権剥奪6年を言いわたされ、収監された。中華人民共和国が成立すると釈放されて、斉魯大学で医学を教え、後に衛生部の出版社で編集の仕事についた。1956年に退職した後、人民文学出版社の特約翻訳者の職についた。
人民文学出版社時代には近松門左衛門、井原西鶴の作品を翻訳した。これらの訳文は銭稲孫の没後の1987年に出版された。ほかに林謙三『東アジア楽器考』、芥川龍之介「藪の中」、木下順二「二十二夜月待ち」、有吉佐和子「人形浄瑠璃」、山代巴「荷車の歌」などの翻訳がある。
文化大革命が始まった1966年の8月に紅衛兵に殴打され、その年のうちに北京で没した。

### 漢訳万葉集選
銭稲孫の『万葉集』翻訳は、『万葉集』を世界各国の言語に翻訳しようとしていた佐佐木信綱の目にとまり、佐佐木の依頼によって銭稲孫は『万葉集』の漢訳作業にたずさわった。翻訳事業は1940年にはじまり、佐佐木が訳すべき歌を選んで、銭稲孫が翻訳し、それを市村瓚次郎が校閲するという方式で行われた。1944年に完成する予定だったが、戦争の激化によって連絡がとだえてしまった。戦後の1955年に再び連絡がとれるようになり、すでに故人となっていた市村にかわって鈴木虎雄が校閲に加わった。1959年に『漢訳万葉集選』として日本学術振興会から出版された。佐佐木が選んだ280首ほどに、銭稲孫が自ら選んだ二十数首を加えた311首（『詩経』の篇数と同じ）が含まれている。『漢訳万葉集選』には銭稲孫の序、佐佐木信綱の縁起・新村出の後語・吉川幸次郎の跋がついている。
中国では銭稲孫の訳稿をもとに文潔若が編集した『万葉集精選』が1992年に出版された。こちらは690首を含んでいる。
『万葉集』の中国語訳は銭稲孫以前に1920年代の謝六逸が数篇を翻訳しているが、銭稲孫のものはそれよりもずっと量が多かった。また、謝六逸は口語自由詩で訳しているのに対し、銭稲孫は文語で、とくに『詩経』に似た文体で訳した。鄒双双によると、銭稲孫自身が文語になじみが深かったこと、読者対象として中国人だけでなく日本人を意識したことによるという。

### 源氏物語
銭稲孫はすでに戦前の1933年ごろから『源氏物語』の翻訳を試みていたようである。
『訳文』1957年8月号に載せられた「桐壺」帖の翻訳が好評であったため、人民文学出版社は1959年に『源氏物語』を完訳する契約を銭稲孫と結んだ。しかし翻訳が予定より遅れたため、途中からは北京編訳社が翻訳したものを銭稲孫が校訂するように改めたが、それでも遅滞した。その後の文化大革命の混乱によって訳文は失われた。
源氏物語は『紅楼夢』ばりの白話で翻訳されていた。